# Axams
Axams é um município da Áustria, situado no distrito de Innsbruck-Land, no estado do Tirol. Tem 22,16 km² de área e sua população em 2019 foi estimada em 6.018 habitantes.